# Awin (Alabama)
Awin es un área no incorporada ubicada en el condado de Wilcox en el estado estadounidense de Alabama.

## Geografía
Awin se encuentra ubicada en las coordenadas 31°50′17″N 86°56′56″O / 31.83806, -86.94889.